# Milton Carneiro
Milton Carneiro, também creditado como Miltom Carneiro (Rio de Janeiro, 25 de setembro de 1923 — Rio de Janeiro, 8 de dezembro de 1999), foi um ator e comediante brasileiro. Era muito conhecido no Brasil pelo seu personagem Atanagildo, do programa humorístico Escolinha do Professor Raimundo.

## Carreira
Começou a carreira no circo e estreou no teatro em 1939. Trabalhou na Rede Globo, contratado em 1965, onde fez novelas e programas humorísticos, como Chico City e Viva o Gordo.

## Morte
Morreu em 8 de dezembro de 1999, no Rio de Janeiro, vítima de ataque cardíaco.

## Carreira

### No cinema
| Ano  | Título                              | Personagem                 |
| ---- | ----------------------------------- | -------------------------- |
| 1944 | Gente Honesta                       | Comissário Soares          |
| 1944 | O Brasileiro João de Souza          | Homem no bar               |
| 1945 | Vidas Solidárias                    | Promotor                   |
| 1945 | Jardim do Pecado                    | —                          |
| 1946 | Sob a Luz do Meu Bairro             | Paulo                      |
| 1949 | O Dominó Negro                      | Repórter                   |
| 1950 | Katucha                             | —                          |
| 1952 | Tudo Azul                           | —                          |
| 1959 | Massagista de Madame                | —                          |
| 1959 | Entrei de Gaiato                    | Assistente de Pachá        |
| 1959 | Garota Enxuta                       | —                          |
| 1961 | Um Candango na Belacap              | Jacó                       |
| 1963 | Bonitinha, mas Ordinária            | —                          |
| 1963 | Sonhando com Milhões                | Astolfo                    |
| 1964 | Crônica da Cidade Amada             | —                          |
| 1964 | Asfalto Selvagem                    | Dr. Vasconcelos            |
| 1966 | 007 1/2 no Carnaval                 | —                          |
| 1968 | Como Matar um Playboy               | —                          |
| 1970 | Memórias de um Gigolô               | Fernando Franco            |
| 1970 | Pais Quadrados... Filhos Avançados  | Bernardo                   |
| 1971 | Edy Sexy, o Agente Positivo         | —                          |
| 1974 | As Moças Daquela Hora               | Promotor                   |
| 1974 | As Mulheres Que Fazem Diferente     | Ronaldo                    |
| 1975 | Motel                               | Renato                     |
| 1975 | Eu Dou O Que Ela Gosta              | Provologne, pai de Giovana |
| 1976 | As Loucuras de um Sedutor           | Coronel Manoelão           |
| 1976 | O Pai do Povo                       | Prefeito                   |
| 1976 | O Trapalhão no Planalto dos Macacos | Delegado                   |
| 1976 | Tem Alguém na Minha Cama            | Alfredo                    |
| 1977 | Gente Fina É Outra Coisa            | Guimarães                  |
| 1978 | Se Segura, Malandro!                | Cândido                    |
| 1982 | Como Matar Uma Sogra                | —                          |
| 1999 | Parceiros & Palermas                | —                          |

### Na televisão
| Ano  | Título                          | Papel           |
| ---- | ------------------------------- | --------------- |
| 1965 | Rosinha do Sobrado              |                 |
| 1965 | Rua da Matriz                   | inventor        |
| 1965 | TNT                             | dono da agência |
| 1968 | Balança Mas Não Cai             |                 |
| 1970 | Faça Humor, Não Faça Guerra     |                 |
| 1973 | Chico City                      |                 |
| 1973 | Satiricom                       |                 |
| 1976 | Planeta dos Homens              |                 |
| 1981 | Chico Total 1a versão           |                 |
| 1982 | Chico Anysio Show               |                 |
| 1983 | Guerra dos Sexos                | Souza           |
| 1987 | Viva o Gordo                    |                 |
| 1988 | Grupo Escolacho                 |                 |
| 1990 | Escolinha do Professor Raimundo | Atanagildo      |
| 1991 | Estados Anysios de Chico City   |                 |
| 1996 | Chico Total 2a versão           |                 |
| 1999 | Zorra Total                     | Atanagildo      |